# Nationalpark Baluran
Der Nationalpark Baluran befindet sich auf der Insel Java, in der indonesischen Provinz Ost-Java. Die Vegetation ist von großer Vielfalt geprägt. Dazu gehören tropischer Regenwald, der 40 % des Parks ausmacht und mit Mangroven, Süßwassersümpfe und Küstenbewaldung vornehmlich im Süden des Parks um den Gunung Baluran liegt. Der nördliche Teil ist von Savannenlandschaft geprägt. Zu den über 400 verzeichneten Pflanzenarten gehören der Niembaum, der Tamarindenbaum und der Lichtnussbaum. Zu den 26 Säugetierarten gehören Banteng, Leopard, Kleinkantschil, Fischkatze und Schwarzer Haubenlangur. Zu den über 150 Vogelarten gehören Ährenträgerpfau, Bankivahuhn, Rhinozerosvogel, Rauchschwalbe und Sunda-Marabu.